# 에쓰사 대교 시리즈
《에쓰사 대교 시리즈》(일본어: 越佐大橋シリーズ 에츠사 오오하시 시리즈[*])는 전격 문고에서 출판하는 나리타 료고의 라이트 노벨 시리즈 작품이다. 삽화는 야스다 스즈히토이며, 각 권 제목은 동물의 울음소리에서 가져왔다.
2011년 현재 전5권 (내외전 1권)까지 발행된 후 연재가 중단되었으나, 작가의 말에 따르면 기분에 따라 이 작품의 동일 무대로 신작을 낼 가능성이 있다.

## 발행 목록
- 바우와우! Two Dog Night ISBN 4-8402-2549-4
- Mew Mew! Crazy Cat's Night ISBN 4-8402-2730-6
- 가루구루! Dancing Beast Night <상> ISBN 4-8402-3233-4
- 가루구루! Dancing Beast Night <하> ISBN 4-8402-3431-0
- 5656! Knights' Strange Night ISBN 4-04-867346-7